# Мрочковский, Антон Эмерикович
Анто́н Эмери́кович Мрочко́вский (5 (17) августа 1882 — не ранее 1922) — русский военный лётчик, капитан (1917), участник Первой мировой войны, — награждён многими орденами и Георгиевским оружием.

## Биография
Из потомственных дворян. Уроженец Подольской губернии, православного вероисповедания. Его родной брат — офицер Мрочковский (Мрачковский) Дмитрий Эмерикович
Окончил в Киевской губернии Радомысльское двухклассное городское училище с шестилетним курсом обучения.
30 сентября 1902 года вступил в военную службу вольноопределяющимся 2-го разряда в 17-й пехотный Архангелогородский полк, расквартированный в Житомире. В 1905 году командирован на учёбу в Чугуевское пехотное юнкерское училище, которое окончил в 1907 году по 2-му разряду.
В августе 1907 года был произведен в подпоручики, с назначением в 157-й пехотный Имеретинский полк, расквартированный в Бобруйске. Служил младшим офицером учебной команды полка, затем командовал полковой командой для связи. С октября 1911 года — поручик.
В декабре 1911 года Антон Мрочковский был командирован на учёбу в Санкт-Петербург, в Офицерскую воздухоплавательную школу для прохождения курса наук, установленного Отделом воздушного флота для подготовки военных лётчиков. С мая 1912 года, успешно окончив Теоретические курсы авиации в Императорском Санкт-Петербургском политехническом институте, обучался в Офицерской школе авиации Отдела воздушного флота (в Севастополе), курс которой окончил в декабре 1912 года с присвоением звания «военный лётчик».
На службу в свой 157-й пехотный Имеретинский полк не возвращался, хотя и числился там до сентября 1916 года. С 08.01.1913 находился в Киеве, в прикомандировании к 7-й воздухоплавательной роте, переименованной в июне 1913 года в 3-ю авиационную роту; был назначен военным лётчиком во 2-й полевой авиационный отряд названной роты, переименованный 23.06.1913 в 11-й авиационный отряд, с 08.08.1913 — 11-й корпусной авиационный отряд. В 11-м корпусном авиационном отряде состоял младшим офицером, военным лётчиком.
Был женат на дочери полковника, уроженке Люблинской губернии, православного вероисповедания; имел сына Игоря, родившегося 14 октября 1914 года.
Участник Первой мировой войны с 26 июля 1914 года в составе 11-го корпусного авиационного отряда, действовавшего на Юго-Западном фронте, в полосе 3-й армии. Особо отличился в апреле 1915 года, выполняя воздушные разведки в тылу противника в ходе Горлицкого прорыва, за что впоследствии был награждён Георгиевским оружием. С ноября 1915 года Мрочковский — штабс-капитан; был врид командующего 11-м корпусным авиационным отрядом (в апреле 1916 года отряд вошёл в состав 2-го авиационного дивизиона).
С 31 июля 1916 года штабс-капитан Мрочковский — помощник командира 3-го авиационного дивизиона; заведующий хозяйством дивизиона. В аттестации за 1916 год он характеризовался как отличный офицер, храбрый и выносливый лётчик, весьма настойчив в выполнении задачи; в отношении к подчинённым — требователен, строг и заботлив.
В августе 1917 года Мрочковский произведен в капитаны. На сентябрь 1917 года — исправляющий должность командующего 3-м авиационным дивизионом.
В 1918 году в чине сотника служил в авиационных частях вооружённых сил Украинской державы. С 28 октября 1918 года — начальник отдела Управления инспектора воздушного флота. 30 ноября 1918 года произведен в чин войскового старшины, со старшинством с 16 сентября 1917 года.
Информация о дальнейшей судьбе Антона Эмериковича Мрочковского, а также — о его участии в Гражданской войне, отсутствует. По некоторым данным, он в 1922 году находился в Украинской ССР, состоял, как бывший царский и петлюровский офицер, на особом учёте в органах ГПУ.

## Награды
- Медаль «В память 300-летия царствования Дома Романовых» (1913)
- Орден Святого Станислава 3-й степени (ВП от 14.02.1913), — «…за окончание в 1912 году Офицерской школы авиации Отдела воздушного флота»
- Орден Святого Владимира 4-й степени с мечами и бантом (ВП от 25.01.1915, страница 13)
- Орден Святой Анны 3-й степени с мечами и бантом (ВП от 25.01.1915, страница 14)
- Орден Святой Анны 4-й степени с надписью «За храбрость» (05.08.1915; утв. ВП от 22.04.1916)
- Орден Святого Станислава 2-й степени с мечами (08.06.1915; утв. ВП от 09.09.1916)
- Орден Святой Анны 2-й степени с мечами (???; утв. ВП от 21.11.1916)
- Георгиевское оружие (15.10.1915; утв. ВП от 24.01.1917), — …за то, что, состоя в чине поручика в 11-м авиационном дивизионе, 17-го апреля 1915 года, управляя воздухоплавательным прибором и ведя разведку в районе Н. Сандец—ст. Сандец—Грибов—Бобова—Ропа, обнаружил в тылу наступление крупных сил противника на фронте Громник—Горлице, своевременно эти сведения доставил, чем существенно повлиял на успешный ход дальнейших операций на фронте армии.[7]

## Комментарии
1. ↑  В годы Первой мировой войны в Русской императорской армии служил и воевал в составе 24-го корпусного авиационного отряда однофамилец и тёзка Антона Эмериковича Мрочковского — военный лётчик Мрочковский Антон Иосифович (1896—1970) Архивная копия от 9 июня 2025 на Wayback Machine.
2. ↑  В 1910—1914 годах в 157-м пехотном Имеретинском полку служил также младший брат Антона Мрочковского — Дмитрий (в полковых списках он значился как «Мрачковский 2-й»)
3. ↑  В 1913—1914 годах в Киеве, при 3-й авиационной роте, было сформировано четыре корпусных авиационных отряда — 9-й, 10-й, 11-й и 12-й.
4. ↑  В 1914 году 11-м корпусным авиационным отрядом командовал штабс-капитан Нестеров.